# Ganuza
Ganuza (Gauza, en euskera) es una localidad española, situada en el municipio navarro de Metauten, al pie de la sierra de Lóquiz y a ambas orillas del barranco Zologorri. Cuenta con 62 habitantes (INE 2021). 

## Topónimo
El topónimo es de origen desconocido. Podría contener el sufijo vasco -tza que significa ‘abundancia de’. En documentos antiguos se menciona como: Ganuça (c. 1100, 1268, 1312, 1350, 1366, 1532, 1591, NEN); Ganuza (1280, NEN); Gaunuça, Guanuça (1280, siglo XIV NEN).

## Demografía
| Gráfica de evolución demográfica de Ganuza entre 1852 y 2021 |
|                                                              |
| Población de Ganuza entre 1852 y 2007.                       |

## Arte

### Parroquia de SantaEulalia
Inicialmente debió de haber un templo románico del que subsiste una aspillera en el muro sur. La construcción actual es gótica, del siglo XIII, inspirada en el estilo cisterciense, al igual que otras iglesias del Valle de Allín. Tiene planta rectangular de cabecera recta. En el exterior contrafuertes de distintas alturas sujetan los muros. El arco apuntado de la puerta, situada en el muro sur, se adorna con una arquivolta de cabezas de clavo. En la clave del arco aparece un rostro toscamente esculpido. Al lado derecho se encuentra un ventanal gótico, flanqueado por columnillas rematadas en capiteles.
En el siglo XVI se realizaron importantes obras que trasformaron el edificio, tales como la construcción de la sacristía, las bóvedas de crucería, la ampliación de la nave y la instalación de dos retablos romanistas, uno de ellos atribuido a Pedro Imberto.
En 1973 se construyó la espadaña que se levanta en el muro norte. Una tosca escalera metálica situada en el exterior del templo permite el acceso a la misma.

### Basílica de Santiago de Lóquiz
Es gótica, del siglo XIII. Construida en sillarejo, está cubierta por bóvedas de crucería, excepto en el tramo de los pies de la nave, que es de cañón apuntado. Pertenece a 25 pueblos de la comarca.

## Economía
Tiene tres casas rurales: Casa Rural Ganuza, Casa Rural Sardegi y Casa Zologorri.

## Naturaleza
De Ganuza parten varias rutas de senderismo, como el Puerto Viejo y el Puerto Nuevo (barranco de Zologorri), ambos de subida a la sierra de Lóquiz. Entre ambos, al pie del cortado de Lóquiz está el acceso al Ojo de San Prudencio, una  cueva con vistas al Valle de Allín; durante la época de cría de aves está prohibido el acceso a la cueva.

## Galería de imágenes

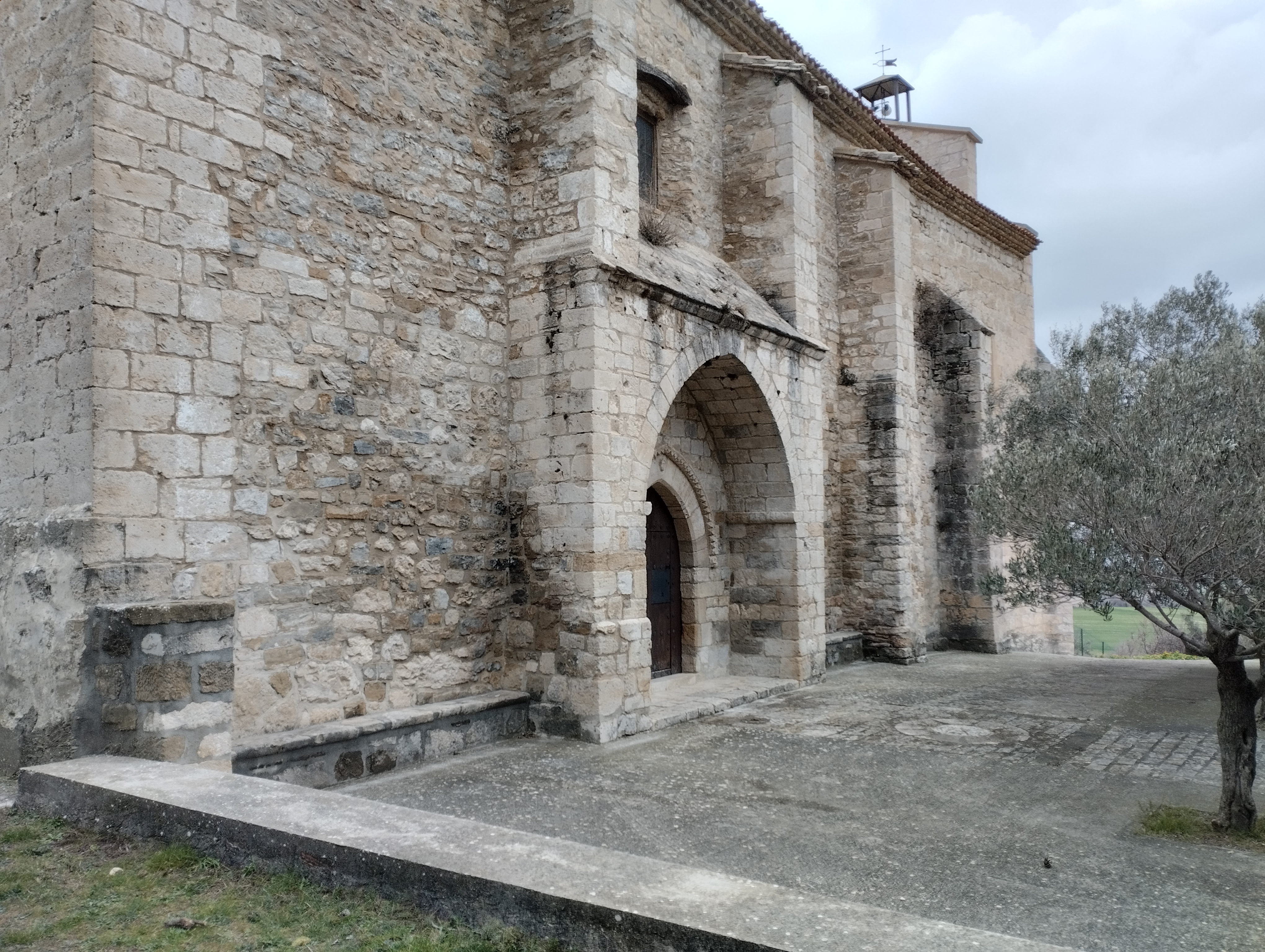
Santa Eulalia. Muro sur
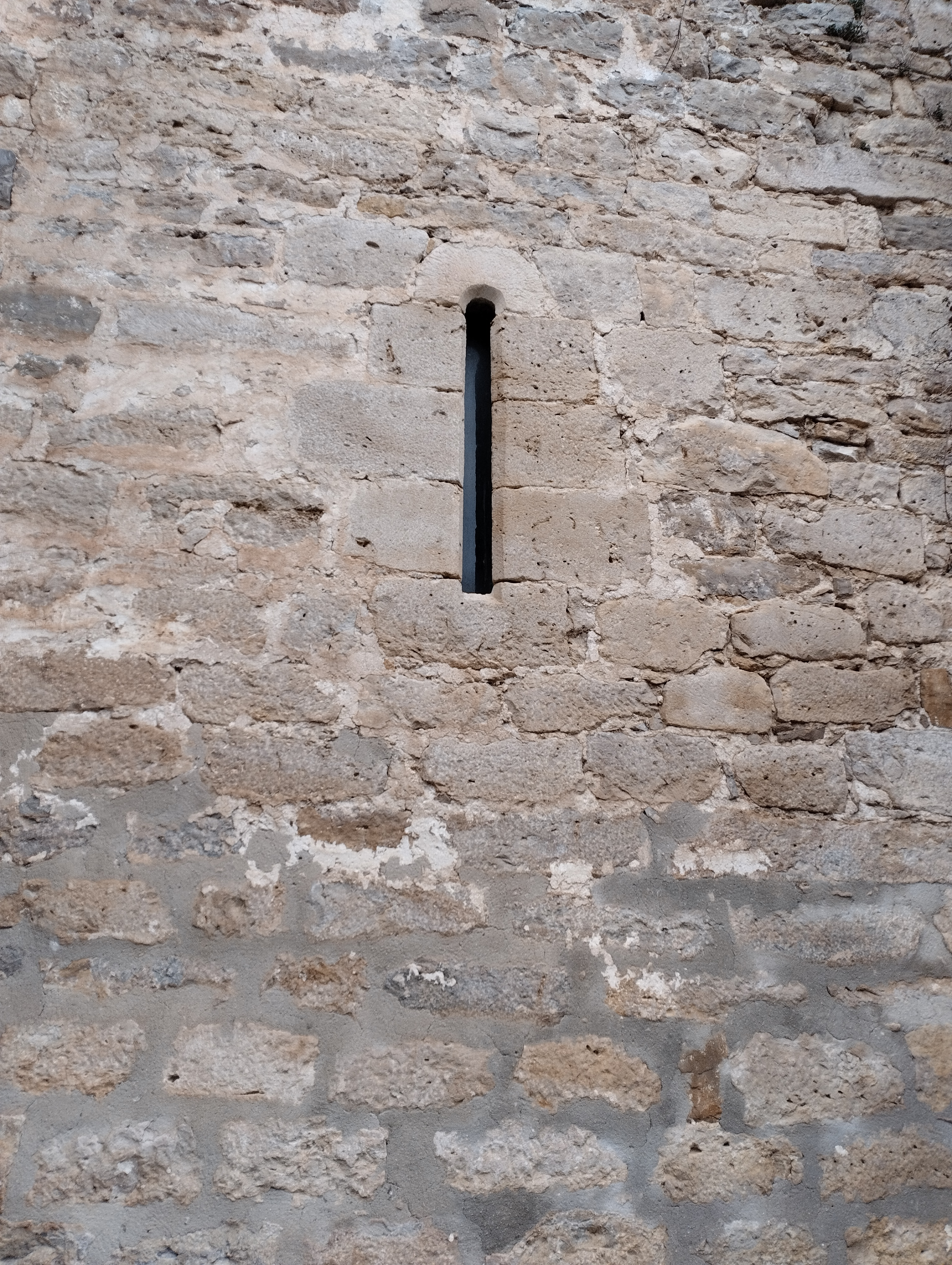
Santa Eulalia. Aspillera románica
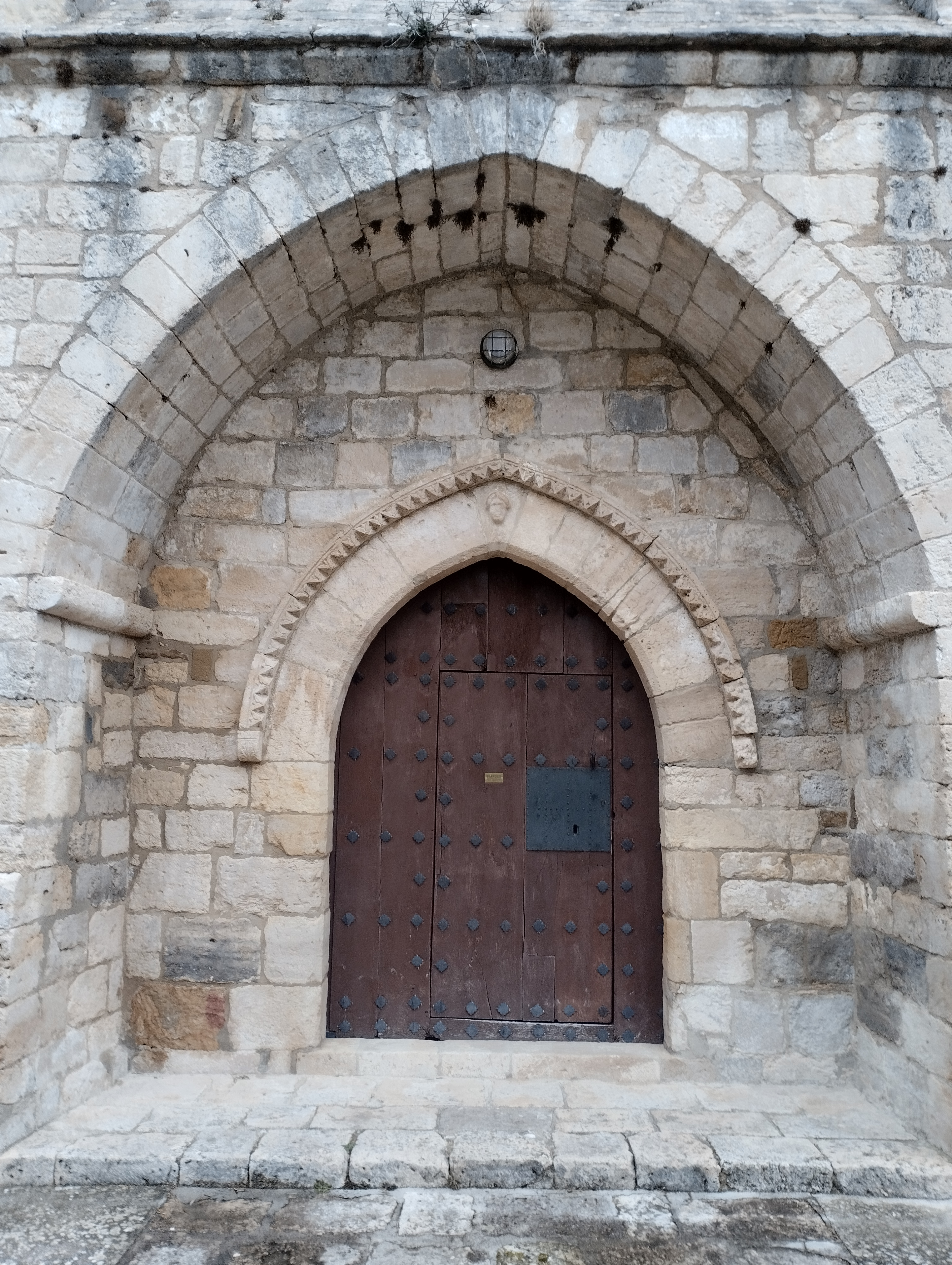
Santa Eulalia. Portada gótica
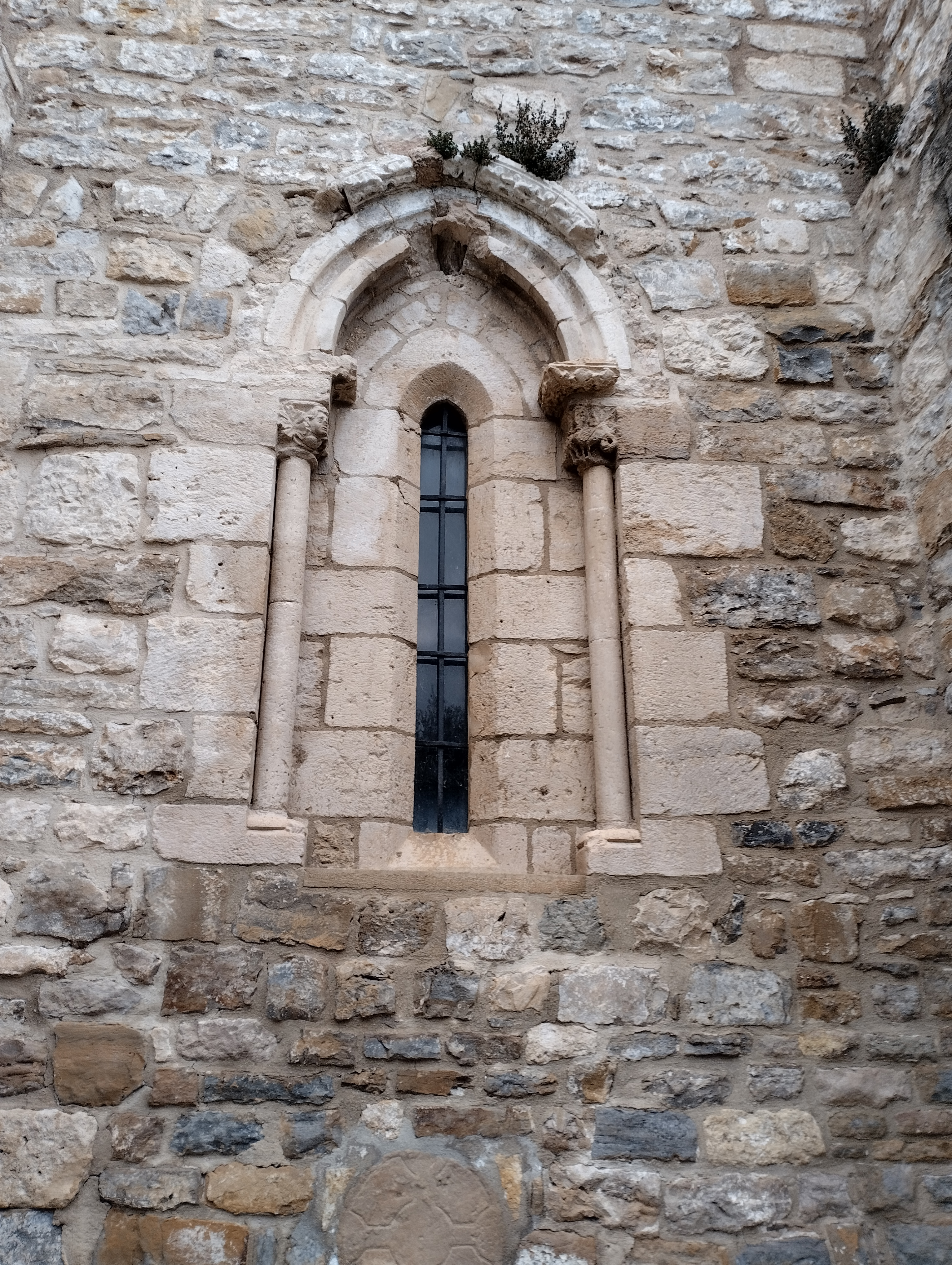
Santa Eulalia. Ventana gótica
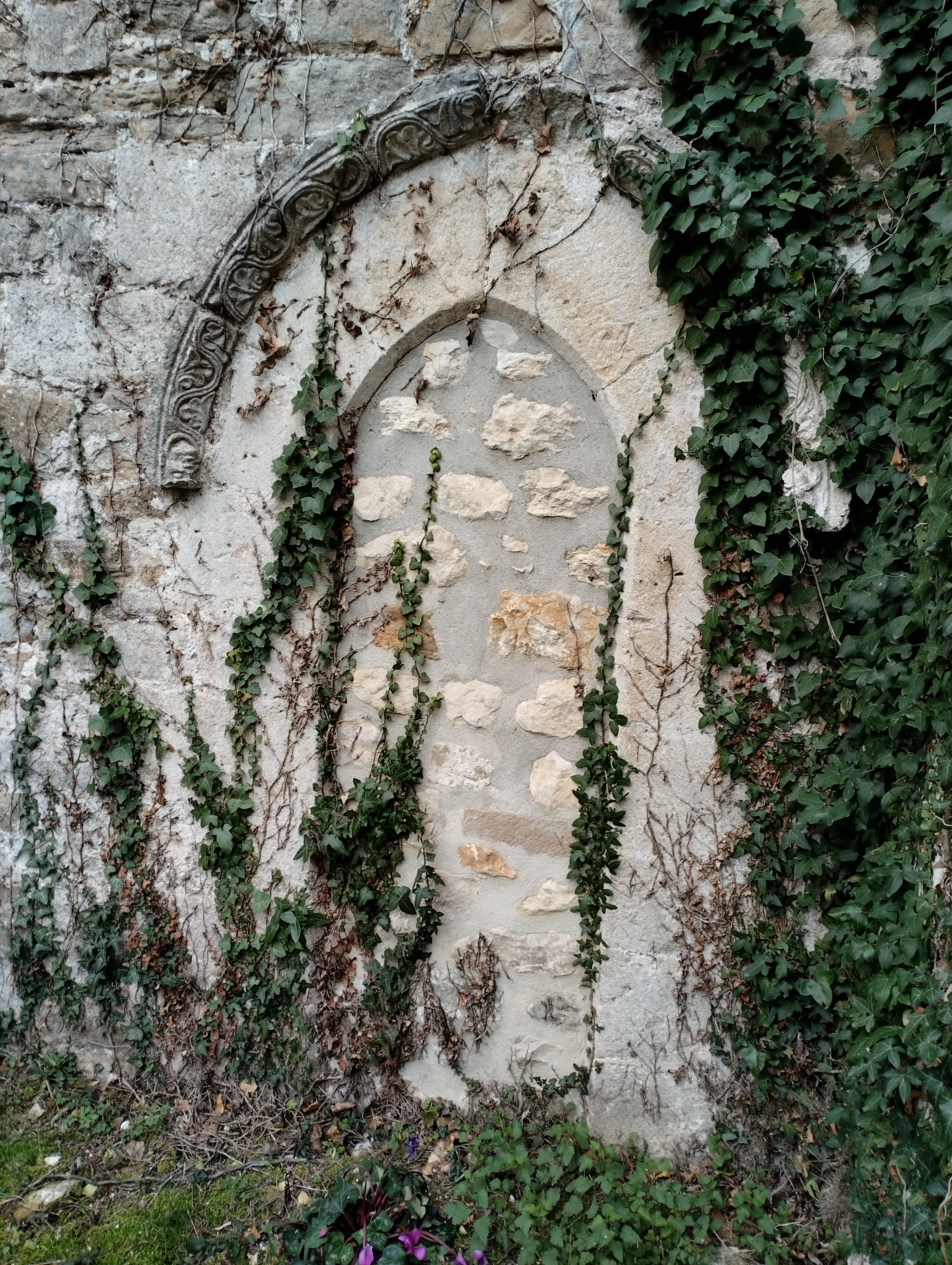
Santa Eulalia. Puerta gótica en el muro norte
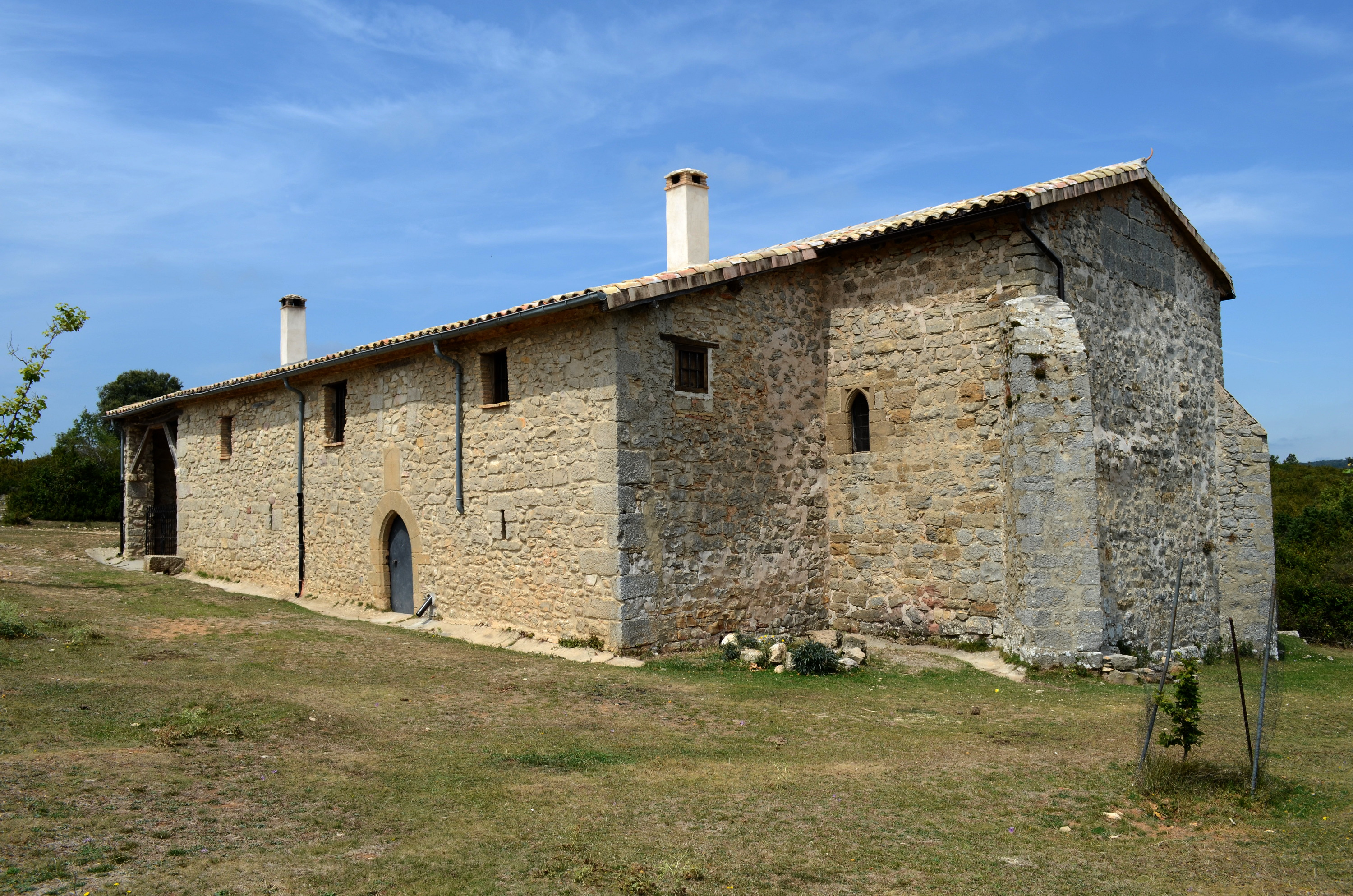
Basílica de Santiago de Lóquiz
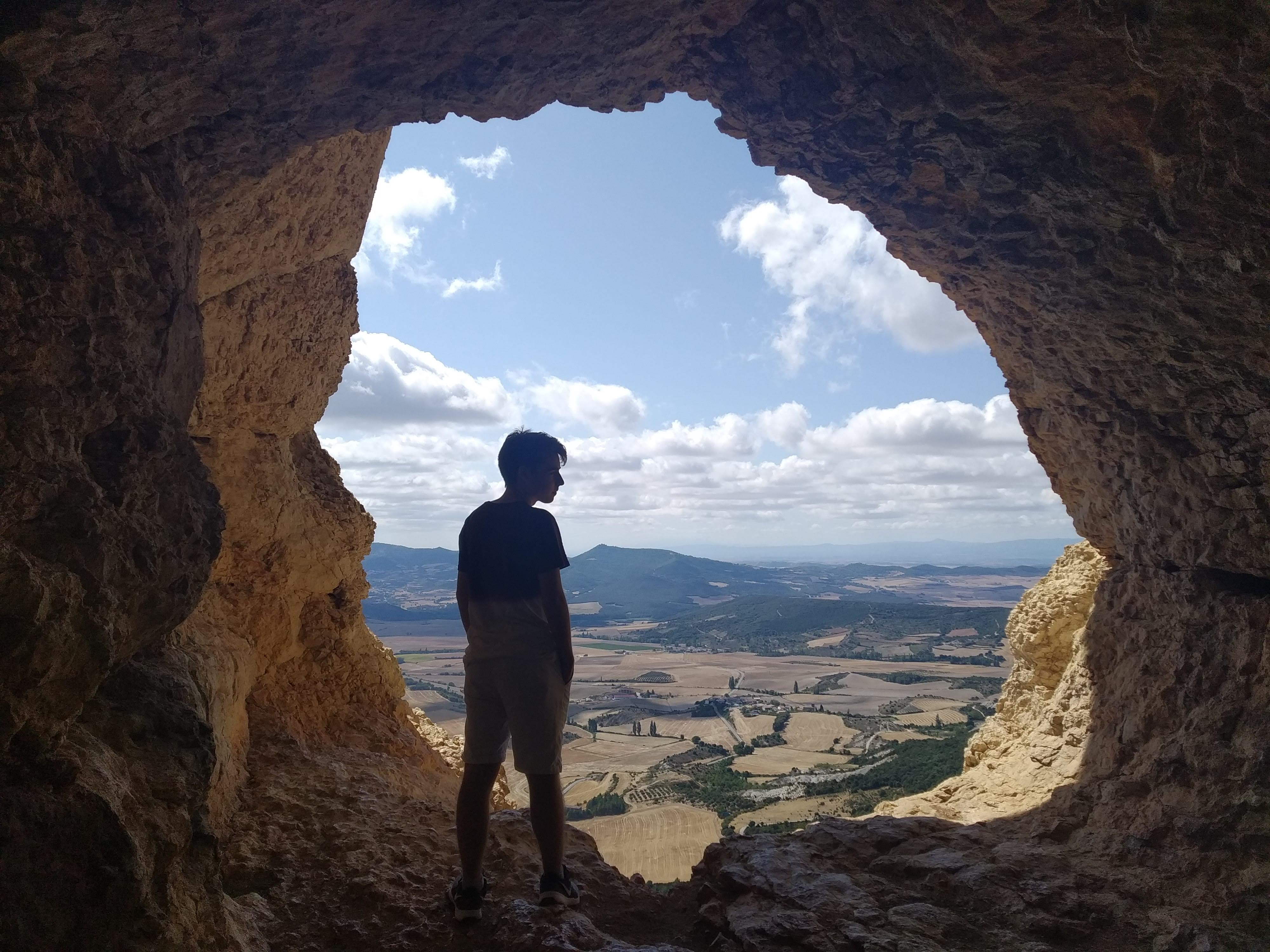
El Valle de Allín desde el Ojo de San Prudencio